# لوسیفر (دی‌سی کامیکس)
لوسیفر مورنینگ‌استار (به انگلیسی: Lucifer Morningstar) یک شخصیت خیالی در کتاب‌های کمیک آمریکایی منتشر شده توسط دی‌سی کامیکس است که در درجهٔ اول به عنوان شخصیت مکمل در مجموعه کمیک سندمن و سپس در نقش شخصیت اصلی در اسپین‌آف، که هر دو توسط ورتیگو منتشر می‌شدند. لوسیفر زمانی در بین قدرتمندترین و زیباترین فرشتگان عالم هستی قرار داشت و یکی از دو شخصیت خیالی به‌شمار می‌رود که با خلق فرضیه چندجهانی دی‌سی در ارتباط است. لوسیفر پس از شورشی که در بهشت بر پا کرد، توسط پِرزنس جهت حکومت به جهنم فرستاده شد. پس از فرمانروایی بر جهنم برای بیش از ۱۰ میلیارد سال، او به دنبال راهی برای خروج از سرنوشت خود، و فرار از نقشه‌های بزرگ یَهُوَه گشت.
اگرچه تصاویر مختلفی از لوسیفر- فرشته مغضوب یا تبعید شده کتاب مقدس و ابلیس در دین ابراهیمی توسط دی‌سی کامیکس ارائه شده‌است، اما این تفسیر از او توسط نیل گیمن در شمارهٔ ۴ مجموعه کمیک «سندمن» (آوریل ۱۹۸۹) منتشر شد. همانند بسیاری از تفاسیر گوناگون از شیطان، لوسیفر دی‌سی کامیکس تا حد زیادی مدیون شخصیت حاضر در اثر حماسی «بهشت گمشده» به قلم شاعر انگلیسی جان میلتون است، اگرچه نیل گیمن شخصیت لوسیفر را به تناسب با دنیای دی‌سی سازگار کرده‌است، که در آن شخصیت‌ها در کنار ابرقهرمانان، ضدقهرمانان و ایزدانی از ادیان مختلف وجود دارند.
پیتر استورماره نقش شخصیت لوسیفر را در فیلم کنستانتین (۲۰۰۵) ایفا کرده‌است. تام الیس هنرپیشه اهل ولز به ایفای نقش نسخه‌ای جایگزین از این شخصیت در مجموعه تلویزیونی آمریکایی لوسیفر (۲۰۱۶–۲۰۲۱) پرداخته‌است، و همچنین حضوری افتخاری در کراس‌اور ارو ورس، بحران در زمین‌های بیکران (۲۰۲۰) دارد. همچنین گوئندولین کریستی هنرپیشه بریتانیایی نقش نسخه‌ای از این شخصیت را در مجموعهٔ تلویزیونی سندمن (۲۰۲۲) در نتفلیکس ایفا کرده‌است.

## زندگینامه ساختگی شخصیت

### خاستگاه
قبل از به‌وجود آمدن دی‌سی، در خلأ و فضایی عاری از هرگونه حیات که تنها پرایمال مانیتور بود، یَهُوَه به‌وسیلهٔ قدرت‌های نامحدود دو برادر خلق کرد؛ یکی از آن‌ها میکائیل دمیورگوس، و دیگری سمائیل نام گرفت که بعدها با عنوان لوسیفر مورنینگ‌استار شناخته شد. پس از شکل‌گیری این دو تن، یَهُوَه آن‌ها را هدایت نمود و به آن‌ها چگونگی استفاده از قدرت‌هایشان را آموخت، در نتیجه آن‌ها شکلی از خلقت را ایجاد کردند که هم‌اکنون به عنوان فرضیه چندجهانی دی‌سی شناخته می‌شود.
میلیاردها سال پیش، لوسیفر فرشته مقرب دست به شورشی علیه پادشاهی بهشت زد و در نتیجه به فضایی عاری از ماده و فاقد هر گونه شکل تحت عنوان «چائوپلازم» تبعید شد. سپس چائوپلازم تبدیل به یک فضای متروک، ویران و گستره‌ای تهی با عنوان دوزخ شد، مقصد نهایی برای ارواح ملعون، جایی که مورنینگ‌استار فرمانروایی می‌کرد و در انتظار روزی بود تا بتواند دوباره آزاد شود.
زمانی که تاریکی اعظم (شیطان وحشی بزرگ) بیدار شده و بازگشت، لوسیفر مجبور شد قدرت خود را با او سهیم شود و فرمانروایی خود را با بعل‌الذباب و عزازیل به اشتراک گذاشت. بدین سبب سه قدرت مثلثی شکل گرفتند، اما با این حال لوسیفر بخش کثیر قدرت را برای خود نگاه داشت. زمانی فرار رسید که دیریم یکی از اندلس برای جستجوی سکان خود که از او به سرقت رفته بود وارد دوزخ شد. دیریم پس از ورود به جهنم در یک نبرد ذهنی با یک دیو خبیث قدرتمند شرکت کرد و خواستار سکان دزدیده شده خود بود. دیریم پس از اینکه سکان خود را بازیافت لوسیفر را در مقابل تمام شیاطین دوزخ تحقیر کرد، و مورنینگ‌استار در آن روز سوگند به نابودی دیریم نمود.

## توانایی‌ها و قدرت‌ها
لوسیفر به‌طور پیوسته به عنوان یک مخلوق آسمانی به‌شمار می‌رود و به دلیل سلطه خود بر ماده و دانش چگونگی شکل‌گیری خلقت جهان دارای توانایی‌های بی‌نهایت است. او یکی از قدرتمندترین مخلوقات نه تنها در دنیای دی‌سی، بلکه در داستان‌های دیگر نیز محسوب می‌شود. او مخلوقی نامیرا است که هرگز به صورت فیزیکی پیر نخواهد شد و می‌تواند تا ابد زنده بماند. او میلیاردها سال زندگی کرده‌است و گفته شده تنها پِرزنس قادر به از بین بردن و خلع اوست. ۳ قدرت اصلی او عبارتند از موهبت شعله‌های آتش، علم لایتناهی و اراده خدا. شعله‌های آتش او تقریباً قادر به از بین بردن هر چیزی است و از این رو نام منحصر به فرد مبشر نور به آن داده شده‌است، علم لایتناهی به او اجازه می‌دهد ۱۰ قدم جلوتر از هر مخلوق دیگری قرار گیرد و تقریباً از همه چیز آگاهی داشته باشد، و اراده به او اجازه دگرگونی واقعیت در مقیاس دلخواه را می‌دهد. از دیگر توانایی‌های او می‌توان به قدرت، استقامت و سرعت ابرانسانی و بسیار بالا، آگاهی کیهانی، کنترل آتش، دگرگونی واقعیت، آسیب‌ناپذیری، قدرت‌های جادویی الهی، جذب ماده، تغییرشکل ماده، سفر در ابعاد، دورجنبی، دورنوردی، دورآگاهی، سفر در زمان، کنترل جاذبه و چگالی، فال اموات و پرواز با استفاده از بال‌های بزرگ خود اشاره کرد. به عنوان یکی از فرشتگان مقرب، قدرت‌های او به‌طور قابل توجهی برتر از فرشتگان دیگر است.
با تمام توانایی‌های ذکر شده و قدرت و دانش باورنکردنی و بی‌انتهای لوسیفر، او از مجموعه قوانین خاصی پیروی می‌کند که برخی از آن‌ها عبارتند از: او هرگز قادر به دروغ گفتن نیست و این کار را اهانت آمیز و در شأن خود نمی‌بیند، او همیشه بر حرف‌های خود پایبند است، تجربه برایش به مانند همه چیز می‌ماند، بنابراین هرگز حاضر نیست در زمان سفر کرده و اشتباهات خود را اصلاح کند، او ترجیح می‌دهد بر دانش و خرد خود تکیه کند در ازای اینکه دست‌های خود را آلوده کند.